# معتمدية المظيلة
معتمدية المظيلة  إحدى معتمديات الجمهورية التونسية، تابعة لولاية قفصة.